# Filosofia del linguaggio
La filosofia del linguaggio si occupa del linguaggio umano e dei suoi sistemi di comunicazione. Poiché indaga le relazioni tra linguaggio, pensiero e realtà.
La filosofia del linguaggio si pone al confine con altre discipline quali la psicologia, metafisica, l'epistemologia, la logica, la linguistica, la semiotica. Studia quindi il rapporto tra segno e significato e la capacità umana di usarli nella comunicazione.

## Linguaggio e realtà
In epoca arcaica non si distingueva tra parola e cosa: la differenza tra il linguaggio e ogni simbolo riferibile alla realtà si afferma infatti in Grecia in un periodo successivo intercorrente tra il VI e il III secolo a.C.. Le prove di questa indistinzione tra linguaggio e realtà sono nell'analisi di diverse culture primitive dove sussisteva la convinzione che conoscere il nome del nemico volesse dire esserne padroni e poterlo così sconfiggere.
Così anche in molte teogonie orientali come nel poema babilonese Enūma eliš, che tratta della creazione e nei testi indiani come la Bṛhadāraṇyaka Upaniṣad e il Ṛgveda  e nelle credenze religiose sumere, egiziane e anche romane il dio creatore è colui che crea pronunciando il nome della cosa creata: senza nome non esiste la cosa e il nome dà realtà alla cosa.
Così anche nella Bibbia nel testo della Genesi Dio crea la luce pronunciandone il nome:

e Adamo assegnando un nome agli animali stabilisce la predominanza dell'uomo, signore della natura 

## Naturalismo e convenzionalismo
Con il progredire della riflessione filosofica si comincia a dubitare della identità tra nome e realtà e ci si chiede se il linguaggio sia un fatto naturale o convenzionale. Secondo un primitivo naturalismo si crede che il linguaggio sia una rappresentazione fonica della cosa in grado di esprimerne l'essenza.
Con i sofisti e Platone ("Cratilo", dialogo) il naturalismo viene superato a vantaggio del convenzionalismo secondo cui il linguaggio rappresenta un accordo tra gli uomini che ai fini della comunicazione tra di loro assegnano per convenzione precisi suoni alle cose: questa la tesi definitiva sul linguaggio che si afferma con Aristotele.
Un altro problema da definire è quello per il quale ci si chiede se il linguaggio procuri conoscenza: per i naturalisti lo studio del linguaggio comporta la conoscenza della realtà e in ciò è un valido sussidio per gli antichi l'etimologia, una forma di sapere legata al nome. Secondo i convenzionalisti invece il nome non è di per sé conoscenza ma semplice strumento per ottenere informazioni.

### Il linguaggio nei presocratici
Per i presocratici vi è una comprovata identità tra essere e pensiero, tra ontologia e logica, che investe anche il linguaggio.
Il nome è unico ed esclusivo per la cosa nominata che può avere solo quel preciso nome in quanto le compete per natura esprimendone l'essenza.

#### Eraclito
Il primo teorico dell'identità di essere e linguaggio è Eraclito di Efeso (550-480 circa a.C.) il quale attribuisce al nome logos una triplice realtà di legge-armonia, parola-discorso, pensiero-ragione.
Da un frammento di Leucippo sembra infatti che possa attribuirsi ad Eraclito un significato del logos come "legge universale" che regola secondo ragione e necessità tutte le cose:
Inteso come legge, il logos mantiene l'armonia nel cosmo. Nel continuo incessante divenire il logos permette la visione di un mondo ordinato; la forza che fa comprendere il continuo mutamento dei contrari è il logos che tutto penetra.
Il logos come discorso è anche continua opposizione, polemos: una guerra di contrari come ad esempio avviene per «l'arco [che] ha dunque per nome vita e per opera morte» Infatti arco si dice in greco biòs termine quasi identico a bìos, vita. Quindi mentre il nome indica vita lo strumento invece dà la morte.
Gli uomini vivono per lo più come in un sogno, incapaci di vedere la ragione nascosta nelle cose: solo il filosofo con il logos, il pensiero-ragione, è in grado di attingere la verità.

#### Parmenide
Secondo il filosofo di Elea non si può nominare e pensare altro che l'essere immutabile e perfetto. L'Essere Parmenideo appare chiuso al non-essere: poiché è impossibile che dal nulla (non-essere) nasca qualche cosa (essere) ed è impossibile che qualche cosa diventi nulla.
quali vie di ricerca sono le sole possibili

l'una [che dice] che è e che non è possibile che non sia,

è il sentiero della Persuasione (giacché questa tien dietro alla Verità),

l'altra [che dice] che non è e che non è possibile che sia,

questa io ti dichiaro che è un sentiero del tutto inindagabile:

perché il non essere né lo puoi pensare (non è infatti possibile),

né lo puoi esprimere...

Infatti lo stesso è pensare ed essere.»
I nomi che gli uomini attribuiscono alle cose non riguardano la loro essenza naturale: dare il nome a una cosa significa implicare il non essere: la stessa molteplicità delle cose fa sì che l'una non è l'altra. Così la molteplicità dei nomi rispecchia quella delle cose che, poiché l'essere è uno, sono semplici apparenze. I nomi allora vengono assegnati per convenzione, per un patto tra gli uomini:
quanto i mortali hanno stabilito, convinti che fosse vero:

nascere e perire, essere e non essere

i cambiamenti di luogo e mutazione del brillante colore»

#### Democrito
Nella sua distinzione tra qualità oggettive e soggettive delle cose, Democrito inserisce in queste ultime i nomi che, pur essendo anch'essi composti di atomi di una struttura particolare, rispondono a una convenzione tra gli uomini come provano:
- l'omonimia, con cui chiamiamo cose diverse con lo stesso nome, dimostra che se il nome è unico dovrebbe esserci anche un'unica essenza per molteplici cose: il che è assurdo;
- la polionimia, per cui la stessa cosa ha nomi diversi: secondo la tesi naturalistica la stessa cosa dovrebbe avere una molteplicità di essenze: il che non è possibile;
- Se poi il nome causasse conoscenza vera non sarebbe possibile, come accade, che gli uomini comunichino in maniera efficace, accordandosi nel cambiare i nomi delle cose;
- e infine esistono cose che non hanno nome eppure sono reali: il che vuol dire che non esiste coincidenza tra nome e realtà.

Il linguaggio è quindi ben diverso dalla realtà ed anche la convenzione è del tutto mutevole e relativa ai tempi e ai luoghi in cui si formano i linguaggi che sono fonti di errore in quanto non si originano da un unico e definitivo accordo tra gli uomini che li renderebbe perfettamente adeguati alle cose.

##### L'origine del linguaggio
Secondo Democrito la formazione del linguaggio passa attraverso quattro fasi:
- dapprima vi sono semplici suoni non organizzati
- quindi nascono le parole come suoni articolati e definiti;
- poi si attua la convenzione di attribuire nomi a cose;
- infine vi è la nascita e differenziazione delle lingue.

Dal fenomeno naturale dell'emissione dei suoni collegato alla necessità, altrettanto naturale, della comunicazione si giunge quindi all'accordo convenzionale da cui nascono i linguaggi: l'accordo non deriva da un capriccio individuale ma dalla diversa storia culturale di differenti popoli (convenzionalismo linguistico).
Un'altra teoria sull'origine del linguaggio sosterrà che esso nasce per esprimere stati d'animo e sentimenti, fenomeni molto più complessi di quelli collegati alle necessità immediate e naturali che potevano essere espresse senza parole ma tramite segni. Il linguaggio avrebbe dunque una funzione originariamente espressiva e poetica e non legata ad utilità di comunicazione.

#### I sofisti
Nell'Atene dell'età di Pericle (V secolo a.C.), dopo la sua riforma politica avanza una nuova classe sociale che pretende di partecipare attivamente alla vita pubblica: per la conquista del potere politico il nuovo ceto medio sente la necessità di fornirsi di strumenti retorici e di una cultura storico-giuridica, che troverà nell'insegnamento a pagamento dei sofisti, i quali mettono da parte le riflessioni teoriche sulla natura del linguaggio approfondendone invece l'aspetto pragmatico.

##### Protagora
Protagora s'interessa in modo particolare della grammatica greca definendo il genere dei nomi e scoprendo la differenza tra il tempo e il modo del verbo: rileva anche alcune contraddizioni della lingua greca che attribuisce caratteristiche del genere femminile a nomi tipicamente riferentesi a evidenze maschili: è il caso dei sostantivi greci femminili "ira"(menis) e "elmo"(pélex). Questo dimostra che il linguaggio non ha niente a che fare con la realtà ma nasce da una convenzione tra gli uomini che talvolta è erronea e inadeguata. Compito del retore è allora anche quello di correggere gli errori della parola per farne uno strumento perfetto all'unico fine di affascinare e persuadere chi ascolta mettendo da parte ogni scrupolo di comunicare una verità in cui si crede.
Anzi, quanto più la tesi sostenuta appare incerta, tanto più il sofista con la parola farà in modo di

##### Gorgia
L'identità stabilita dal pensiero greco arcaico di logica, ontologia e linguaggio viene del tutto annullata dal pensiero di Gorgia:
- Nulla è;
- se qualche cosa è, è incomprensibile;
- se è comprensibile, è incomunicabile.[17]

Nel suo Intorno alla natura afferma Gorgia
mettendo in evidenza che nel linguaggio l'unico senso che dia sensazioni reali è l'udito che non è sostenuto dagli altri organi sensibili: non potrò mai comunicare all'interlocutore che cos'è un colore servendomi del linguaggio.
Del resto il linguaggio è un complesso di simboli che rimandano a delle realtà ma che di per sé non sono realtà: le parole non hanno nulla da spartire con la realtà. Infine, anche se nel parlare nasce una sorta di comunicazione che attraversa i due interlocutori, non si potrà mai essere del tutto sicuri che quello che io sto esprimendo con il simbolo linguistico, che si riferisce alla mia esperienza reale, coincida esattamente con l'esperienza che l'altro riferisce alla stessa parola su cui consentiamo.
Il fatto stesso che con il linguaggio non si ottenga un'autentica comunicazione ne fa, secondo Gorgia, un prezioso
strumento di violenza e inganno
come dimostra il suo Encomio di Elena dove la donna che ha causato la guerra di Troia è completamente assolta dalla sua colpa in quanto vittima della fascinazione e inganno della parola.

### Platone
Le idee di Platone sul linguaggio sono riportate nel dialogo del Cratilo (circa 386 a.C.) dove vengono analizzate le posizioni convenzionalistiche di Ermogene opposte a quelle naturalistiche di Cratilo, i due protagonisti del dialogo assieme a Socrate, che critica entrambe le tesi.
Per Ermogene non c'è alcun preciso motivo per cui una cosa abbia il suo nome piuttosto che un altro: gli uomini attribuiscono dei suoni ad una cosa per convenzione, tant'è vero che quella stessa cosa potrà avere nomi diversi dai quali noi non potremo mai trarne conoscenza riferita alla cosa stessa.
Per Cratilo il nome è invece sempre precisamente adeguato e sovrapponibile alla cosa e sarà utile per conoscerne gli aspetti principali. I nomi sbagliati non sono veri nomi, che sono tali solo se coincidono con le cose nominate.
Platone, rappresentato da Socrate, critica entrambe le posizioni poiché il convenzionalismo con la completa estraneità del nome alla cosa, renderebbe impossibile una conoscenza che si basa sul linguaggio e neanche il naturalismo è accettabile poiché questo vorrebbe dire che basterebbe la semplice conoscenza dei nomi per conoscere la realtà delle cose.
Il mimetismo
Osserva Socrate che con il convenzionalismo vi potrebbe essere un continuo mutamento dei nomi, per capriccio o arbitrio di singoli, tale che si renderebbe impossibile qualsiasi comunicazione.
Non va meglio per il naturalismo che Socrate chiama "mimetico", nel senso che pretende di sostenere che i suoni del linguaggio imiterebbero alcuni aspetti della realtà della cosa. Così ad esempio la lettera "l"ben si adatta a realtà "levigate", mentre la "r"a cose scorrevoli ("scorrere"in greco si dice rhein) e così via. Ma il mimetismo non è sostenibile: in primo luogo perché esso tutt'al più renderebbe alcuni particolari aspetti della cosa e non la sua interezza e poi, anche se questa coincidenza perfetta di nome e realtà poi avvenisse veramente, si renderebbe impossibile ogni sapere, non potendo più distinguere tra il nome e la realtà. In secondo luogo il mimetismo è messo in dubbio dallo stesso linguaggio quando ad esempio utilizza la stessa lettera "l"per dare conto di realtà niente affatto "lisce"come la parola sklérotes che vuol dire "durezza".
Il nomoteta
Socrate ipotizza l'esistenza di un artefice del linguaggio: il nomoteta (il facitore di leggi) che ha assegnato dei nomi che imitano le cose ma in base a per noi sconosciute motivazioni che potrebbero essere anche errate.
In conclusione per Platone il linguaggio è
- naturale poiché esiste in natura una reale corrispondenza dei nomi alla realtà, ma anche
- convenzionale perché il linguaggio non è di per sé conoscenza ma strumento per il sapere per cui noi ci dovremo preoccupare della correttezza dei nomi, non per una vera denominazione dell'essenza della cosa nominata, ma per il loro uso ai fini della conoscenza.

Così si comportarono coloro che per primi attribuirono dei nomi alle cose: l'etimologia infatti dimostra che i nomi venivano assegnati dagli antichi in base alle loro soggettive opinioni e non per rispecchiare una presunta oggettiva realtà essenziale. Il linguaggio pur essendo soggettivo e contingente assolve comunque la sua funzione essenziale: quella della comunicazione.

### Aristotele
Aristotele tratta in particolare del linguaggio nell'opera di logica intitolata Sull'espressione (o De interpretatione, dagli editori latini) dove ne descrive le caratteristiche
- fisiche e psichiche, coincidenti con lo sviluppo dell'individuo umano;
- comunicative, individuali e sociali;
- espressive, nell'arte e nella retorica;
- didattiche, poiché diffonde saperi;
- logiche, come strumento per dimostrazioni rigorose ed ordinate.

Aristotele ritiene sorpassata e inutile la polemica sul naturalismo o convenzionalismo del linguaggio: a lui interessa soprattutto la sua portata simbolica, come riferimento alla realtà più che come imitazione delle cose ai fini della conoscenza. L'imitazione operata dal linguaggio, come dimostra la poesia, è infatti un fatto soggettivo, istintivo e libero, fuori da ogni regola di adeguamento alla realtà.
Segno, significato e realtà
La semplice emissione di un suono non è linguaggio: questo nasce nel momento in cui a quel suono si attribuisce un significato che rimanda a una realtà:
Nella struttura del linguaggio, secondo Aristotele, per prima cosa vi è l'elaborazione del concetto che avviene tramite l'immagine sensibile ricevuta dal pensiero, quindi il segno che si riferisce alla cosa.
Aristotele opera così una netta distinzione tra
- segno, l'espressione di un suono, al quale per convenzione si attribuisce un
- significato, che è naturale perché rappresenta un concetto su cui concordano tutti quelli che, pur nei diversi linguaggi, lo associano in modo necessario a un
- oggetto, sempre lo stesso ma che sarà espresso in diverse forme linguistiche.

Vi sarà un suono ad esempio (che in italiano suonerà come "casa") a cui corrisponderà un concetto (l'idea di rifugio, riparo, luogo coperto ecc., uguale in tutte le lingue, relativa all'oggetto) che avrà il nome di "casa"in italiano, "house"in inglese, "maison"in francese ecc.
Mentre nel naturalismo presocratico si stabiliva un rapporto duale tra la cosa e il nome, Aristotele inserisce un terzo elemento: il concetto, il significato.
La verità
La verità di una espressione linguistica non è nei nomi ma negli enunciati: se io dico "Socrate", il nome di per sé non ha rilevanza di verità, non è né vero né falso ma se dico "Socrate è ateniese", questo sarà vero se si verifica un'identità tra il piano del linguaggio e quello della realtà, verità che può essere stabilita dal pensiero. È questa attività mentale che conta ai fini del vero; Aristotele è lontano dal relativismo eristico dei sofisti secondo cui ogni affermazione può essere sia vera che falsa:

### Gli stoici
Riflessioni originali sul linguaggio si devono agli stoici, soprattutto Zenone di Cizio (333-263 a.C.) e Crisippo (281/277-208/204) di cui abbiamo notizie indirette tramite Diogene Laerzio e Sesto Empirico. Gli stoici operano del resto una grande evoluzione nella logica, studiando il sillogismo ipotetico ("Se piove, mi bagno; ora piove, dunque mi sto bagnando") benché manchino di crearne un codice formale indipendente dal linguaggio comune.

#### L'etimologia
Gli stoici conducono studi sull'etimologia in base alle loro convinzioni naturalistiche secondo le quali all'inizio i nomi venivano attribuiti alle cose nel tentativo di rifletterne la struttura reale. Successivamente, in base a criteri di somiglianza, contrarietà e vicinanza, alle iniziali parole se ne aggiunsero, per "derivazione", altre così numerose da far eclissare l'originaria corrispondenza tra il nome e la cosa. Sono tra i primi studiosi a compiere ricerche di grande ampiezza sull'etimo. Benché i linguisti moderni ritengano erronea gran parte delle etimologie ricostruite dagli stoici, l'idea che i nomi dovessero riflettere la struttura della realtà potrebbe averli aiutati nel progresso degli studi logici.

#### Il lektòn
Il contributo più originale dello stoicismo alla filosofia del linguaggio è la loro scoperta del lektòn (esprimibile) che ha natura immateriale: intendendolo come significato infatti il lektòn è diverso sia dal nome che dalla cosa, entrambi corporei.
Se uno straniero incontra Dione e sente qualcuno che dice: «Dione», non conoscendo la lingua greca, non è in grado di associare l'oggetto (l'uomo Dione) con il significante (il nome Dione): egli, pur avendo visto l'oggetto e sentito il nome, non ha il significato, il lektòn, il quale è indipendente sia dalla attività mentale che l'ha prodotto, sia dalla cosa a cui si riferisce. I lektà non devono necessariamente corrispondere alla realtà: anche se il nome viene usato in modo improprio (nel caso ad esempio del nome "rosso"riferito ad una cosa nera) il suo lektòn sussiste.
Il linguaggio con gli stoici si distacca dalla realtà e diviene un'attività con la quale l'uomo dà forma alla sua conoscenza: se questa poi sia vera o falsa lo stabilirà non la corrispondenza tra il linguaggio e le cose ma tra il pensiero e la realtà.
Il pensiero e il linguaggio esprimono forme autonome di verità che poi andranno confrontate con la realtà esterna. La logica e la linguistica divengono due dottrine separate.

## Il linguaggio nel Medioevo
Nel medioevo si continua, sulla scia di Aristotele, a identificare la metafisica con la logica, cercando di stabilire l'origine ontologica dei predicati universali, laddove i testi aristotelici apparivano lacunosi. Si sostiene che la logica è la scienza del linguaggio (scientia sermonicinalis) dando così l'avvio allo studio approfondito di quei fenomeni che rendono il linguaggio ambiguo: in particolare ci si interessa delle parole sincategorematiche, cioè dei termini come e, o, non, se, ogni, che non possono assumere la posizione nel periodo del soggetto, come i sostantivi, i verbi ecc., ma sono co-significanti, modificando in modo rilevante il significato delle parole con le quali si uniscono.
Si sviluppò così un attento studio sui sofismi e sui cosiddetti esponibili, su quelle frasi cioè ambigue e oscure per la presenza di sincategorematici e venne definita la teoria della suppositio, cioè l'interpretazione che un termine assume a seconda del contesto in cui è usato.
Nelle università rinasce lo studio della grammatica (e della sintassi): viene ritenuta uno strumento basilare per ragionare, poiché il significato e il comportamento delle parole rispecchiano il pensiero e il pensiero rispecchia la realtà. All'ombra di Aristotele sorgono i grandi scontri filosofici sulle "categorie", ossia le generalizzazioni e le classi di oggetti che le parole rappresentano. Alcuni pensatori, come Roscellino e in parte Abelardo, criticano la divisione del reale operata dal linguaggio: le categorie sono pure illusioni, "flatus vocis", la realtà è piuttosto un insieme di individui diversi e "irriducibili".

## Il linguaggio nell'età moderna
Nell'età moderna lo studio del linguaggio, accostandosi ai problemi connessi all'epistemologia, comincia a diventare autonomo nei confronti della logica. Leibniz tenta di costruire un alfabeto universale simbolico del pensiero tramite il quale, con un calcolo razionale matematico, si possano acquisire conoscenze certe.
Filosofi come Locke, Berkeley, Condillac si chiedono che cosa denotino le parole rispondendo che esse stanno al posto delle idee nella mente di chi le elabora.
Un altro problema da risolvere relativo al linguaggio è quello di capire quale funzione esso svolga ai fini della conoscenza. Ci si domanda cioè se esso serva a comunicare conoscenze, oppure se tramite esso si possa condurre un'analisi del pensiero, oppure se il linguaggio crei un mondo concettuale ordinato a cui ogni uomo possa riferirsi: infatti, secondo Wilhelm von Humboldt, erede di quell'impostazione romantica che da Herder in poi identificava il linguaggio come prodotto di un popolo,

## Le teorie sul linguaggio nel '900
Sebbene la riflessione filosofica sul linguaggio attraversi - per forza di cose -  l'intera storia della filosofia, è a partire dal '900 che essa diviene sistematica, oggetto di riflessione in sé e non in quanto strumento di espressione - e, in una certa misura, di realizzazione - del pensiero filosofico. Tali analisi si avvalsero anche degli studi sulla logica, che conobbero nel tardo XIX secolo una nuova fioritura.
Un buon punto di partenza per l'analisi della moderna filosofia del linguaggio può essere considerata l'opera dello svizzero Ferdinand de Saussure, il Corso di linguistica generale, pubblicata postuma nel 1916.
Nel corso del ventesimo secolo diversi altri approcci, non sempre convergenti con quello del linguista ginevrino, tra i quali va segnalato quello della scuola linguistica romana, hanno ampliato e approfondito lo studio di questa peculiare attività umana, cui i recenti mezzi di indagine scientifica hanno dato notevole impulso, consentendo di esplorare più approfonditamente i rapporti che legano l'espressione verbale all'attività cerebrale. Tali sviluppi hanno peraltro comportato un certo cambiamento di orizzonte della disciplina, che ha preso ad abbandonare l'area logico-strutturalista per essere sempre più strettamente connessa alla filosofia della mente. Non mancano tuttavia approcci meno funzionalistici, ad opera tra l'altro di Noam Chomsky, teorizzatore di una grammatica generativa comune a tutte le lingue.
Lo studio empirico ha aperto altri campi d'indagine che hanno a loro volta influenzato la filosofia del linguaggio: ad esempio lo studio del linguaggio animale (zoosemiotica) o dei rapporti tra la proprietà del linguaggio e il patrimonio genetico (biolinguistica).
La psicologia moderna e la neurologia offrono un'altra importante prospettiva di studio del linguaggio (psicolinguistica e neurolinguistica).
La neurolinguistica soprattutto studia il linguaggio con un'impostazione medico-scientifica: osservando cioè, se possibile, le reazioni e i comportamenti della corteccia cerebrale nell'emissione dei fonemi, alla vista delle parole, nell'atto lessicografico ecc. La filosofia del linguaggio ha così avuto, nello scorso secolo, un vasto apporto sperimentale linguistico per lavorare. Gli studi biologici, neurologici e antropologici del linguaggio tendono inoltre ad intersecarsi.
Il XX secolo ha diviso la filosofia del linguaggio in vari filoni, diversi per le nozioni e, a volte, per l'appartenenza geografica dei sostenitori (i filosofi del linguaggio americani hanno in diverse occasioni lavorato in maniera indipendente dagli europei, producendo circostanze peculiari e inventando ex novo teorie in Europa già discusse e decadute).
Gli studi sul linguaggio nel '900 iniziano con il comportamentismo che considera le parole come produzioni effettive del linguaggio, ignorando speculazioni culturali o deduzioni sulla struttura degli universali.

### Lo strutturalismo linguistico
In modo parallelo, invece, gli strutturalisti attribuiscono al linguaggio una natura di codice autodefinito, concentrando appunto la loro attenzione sulla struttura del linguaggio per cui la posizione e l'uso di ogni parte ha senso e viene definita dalle altre parti. Gli strutturalisti tendono ad ignorare o svalutare il rapporto tra la lingua e la realtà, come pure le tecniche di cambiamento del linguaggio, nonché, ad esempio, l'apprendimento dello stesso da parte del bambino o il problema della sua origine. Gli strutturalisti, insomma, analizzano il linguaggio in stretta relazione alla logica e al "meccanismo"del suo funzionamento sincronico (anziché diacronico com'è ad esempio per la linguistica storica).

### Noam Chomsky
Nel II dopoguerra è la volta del generativismo chomskyano che, passando in secondo piano le tecniche di autoregolazione del linguaggio, tende a studiarne le strutture innate. Per i chomskyani ogni neonato ha nel cervello una sorta di grammatica di base universale, che permette di capire, e apprendere in tempi rapidi, i meccanismi della lingua madre.
Questa teoria spiegherebbe ad esempio l'esistenza degli universali, dei costrutti percepiti come giusti o sbagliati in qualsiasi lingua ecc.
Pare comunque chiaro che, come per l'apprezzamento musicale, l'uomo abbia un'innata predisposizione a parlare, a capire un sistema di contrassegni simbolici, che può esprimersi con vari significanti. La ricerca scientifica sembra aver dimostrato che questa capacità così peculiare di apprendere il linguaggio è valida però nei primi 7-9 anni: un bambino che abbia “mancato” l'apprendimento di una lingua in questo tempo rimarrà esterno alla sfera linguistica per tutta la vita.
La grammatica generativo-trasformazionale di Chomsky rimane una teoria di riferimento per la filosofia del linguaggio, benché abbia subito diversi attacchi e critiche negli ultimi vent'anni. Intanto, la nascita di programmi informatici elaborati e ad alta complessità che funzionano in base a linguaggi specifici sta fornendo nuovi spunti all'esplorazione di questa facoltà di esclusivo, per ora, dominio umano.

### Una nuova concezione del linguaggio
Nel corso del Novecento è venuta sempre più delineandosi, soprattutto in area tedesca, una nuova corrente della filosofia del linguaggio distante dall'area logico-strutturalista e dalla cosiddetta filosofia analitica del linguaggio.
Sulla scia del secondo Wittgenstein e delle tesi sul linguaggio di Martin Heidegger, la nuova filosofia del linguaggio nega la natura strumentale del linguaggio, e lo considera piuttosto come una condizione originaria dell'umano, come la sua essenza, facendo dipendere, interamente e fin dall'inizio, l'intelligenza umana dalla lingua. Ciò è stato affermato talvolta in forma così radicale da fare della lingua stessa una sorta di condizione incondizionata dell'esperienza, che le dà forma senza essere formata; un dato originario non acquisito o appreso. Nel solco di questa tradizione si sono inseriti filosofi di area continentale come Walter Benjamin, che aveva anticipato alcune tesi heideggeriane, Hans-Georg Gadamer, padre dell'ermeneutica (difatti la nuova corrente viene spesso denominata filosofia ermeneutica del linguaggio), il decostruzionista Jacques Derrida (seppur con le dovute differenze), Emmanuel Lévinas, Paul Ricœur.

### Il pensiero dialogico
Notevole importanza va attribuita alla tradizione ebraica e alla sua esegesi che ha determinato alcuni piani di questa corrente (basti pensare all'ultimo Derrida, e soprattutto a Emmanuel Levinas). La filosofia ebraica del Novecento è difatti confluita nel cosiddetto pensiero dialogico, i cui esponenti sono Martin Buber, Franz Rosenzweig e Ferdinand Ebner. La filosofia ermeneutica del linguaggio ha causato una frattura all'interno della disciplina, diversificandola in questo modo dalle altre scienze del linguaggio, come la linguistica e le scienze cognitive.
Questa ermeneutica del linguaggio grande successo ha ottenuto in Germania, dove è presente una forte tradizione filosofico-linguistica, ma anche in Francia e in America. In Italia, nella metà del Novecento, il suo studio ha fatto grande fatica ad entrare nelle accademie, a causa di una forte tradizione linguistico-strutturalista, ma oggi sembra essersi fortemente inserito. Tra gli studiosi e filosofi italiani che hanno sostenuto una nuova concezione del linguaggio vanno ricordati Giorgio Agamben e Gianni Vattimo.

### I principali problemi della filosofia del linguaggio
La filosofia del linguaggio, intrecciandosi come detto con la semiotica e la linguistica, ha altresì moltiplicato i suoi campi di approfondimento. I principali problemi della filosofia del linguaggio contemporanea sono:
- La definizione di segno.

Per certe teorie vivremmo in un mondo di segni: uno sguardo attento troverebbe un aspetto semiotico in ogni particella del mondo. Questa è una ricerca in divenire e ancora piuttosto complessa. A questo si rapporta la differenza tra segno e codice, con lo studio degli indici e dei segni propriamente detti. La domanda: «Che cos'è un codice»,  pone ancora diversi problemi ai filosofi del linguaggio, trattandosi di un sistema di segni.
- L'oggetto della linguistica o della semiotica.

Un modello elementare del proprio oggetto queste scienze lo possiedono già, per forza di cose, ma la filosofia del linguaggio tiene a porre una serie di precisazioni: la linguistica e la semiotica devono studiare solo l'espressione? O anche l'effetto sul mittente e sul destinatario? Devono studiare i codici o le strutture che reggono i codici? O i contesti in cui sono utilizzati? La filosofia apre così spesso la strada alle articolazioni della semiotica e della linguistica.
- Lo studio della comunicazione, dei suoi limiti e dei suoi equivoci.

Una semiotica globale intenderebbe il mondo come una pura comunicazione. Una semiotica a raggio minore potrebbe invece analizzare solo il campo della cultura come un mondo di significato e significazione: mentre la linguistica non ha questo genere di problema, avendo il proprio campo chiaramente definito, la semiotica deve ancora trovare una stabilità. La definizione di una semiotica ristretta che lasci qualche cosa al di fuori del segno sembra necessaria, ma non è chiaro quali confini si debbano assegnare a questo campo di studi.
- Le basi neurali e naturali della lingua e della semiosi.

L'evoluzione della semiosi e dello studio del linguaggio potrebbe dipendere dallo studio delle basi anatomiche del linguaggio, dell'apparato di fonazione, delle aree del cervello e più precisamente della corteccia preposte al linguaggio, nonché da comportamenti generali che separano l'uomo dagli altri primati pure nell'utilizzo degli strumenti, assimilando il linguaggio ad un tipo particolare di strumento.

A questo proposito si sono formati i concetti di formatività del linguaggio, arbitrarietà radicale, corporeità, categorizzazione.

### Linguaggio e psicoanalisi
Per Jacques Lacan, (Parigi 13 aprile 1901 - 9 settembre 1981)  psichiatra e filosofo francese nonché uno dei maggiori psicoanalisti, la comprensione del desiderio passa attraverso l'oggetto inattingibile che costituisce la Cosa e che procura l'insoddisfazione perpetua del desiderio.
Chi è sottoposto all'analisi cerca qual è l'oggetto del desiderio cioè la sua interezza ontologica. Essendo il linguaggio un cerchio chiuso, il soggetto non giunge mai a comprendere il significato dei simboli che lo costituiscono.
Ora chi subisce l'analisi pensa che l'analista sarà capace di rivelargli il significato simbolico dei suoi desideri che egli esprime attraverso il linguaggio, pensa che egli sia Il Grande Altro che detiene la chiave del linguaggio. Lacan pensa che l'analista debba far scoprire che il Grande Altro non esiste e che non c'è nessun significato, il suo ruolo è dunque quello di fare riconoscere la "mancanza d'essere".
Socrate, secondo Lacan, è dunque questo "analista" che attraverso i suoi dialoghi cerca la definizione del senso delle cose. Alcuni credono da quel momento che egli possa avere accesso al Sommo Bene (come chi è sottoposto ad analisi crede che l'analista possieda le chiavi del linguaggio) mentre i dialoghi socratici sono puramente aporetici. Socrate mette gli interlocutori di fronte alle proprie contraddizioni, egli li spinge a riflettere sulle proprie concezioni affinché siano coerenti. La sua posizione antidogmatica non permette il passaggio verso nessun sapere, si tratta al contrario di far capire che nessun sapere è possibile né accessibile tramite il linguaggio.
È questo lo scopo dell'analista, fa capire a chi è in analisi che l'oggetto finale del desiderio, nella rappresentazione simbolica del linguaggio, non è né conoscibile né accessibile.